# Naadiya Moosajee
Naadiya Moosajee, là một kỹ sư, doanh nhân xã hội người Nam Phi. Cô là người đồng sáng lập Women in Engineering (WomEng), một tổ chức phi lợi nhuận nhằm phát triển tài năng kỹ thuật của các cô gái ở nhiều quốc gia châu Phi.

## Bối cảnh và giáo dục
Cô được sinh ra ở Nam Phi vào năm 1984. Cô đã tham dự Đại học Cape Town (UCT), tốt nghiệp với một Cử nhân Khoa học (Cử nhân) bằng cấp về Xây dựng Hà Nội. Cô tiếp tục học tại UCT, tốt nghiệp bằng Thạc sĩ Khoa học (MSc) về Kỹ thuật Giao thông năm 2009. Trong năm cuối cùng của mình trong khi theo đuổi bằng thạc sĩ, cô đã dành 12 tháng như một sinh viên trao đổi quốc tế tại Đại học Stuttgart ở Đức. Năm 2013, cô tốt nghiệp Đại học Edinburgh với bằng Thạc sĩ Quản trị Kinh doanh (MBA).

## Nghề nghiệp
Trong một năm, ngay sau khi có bằng cấp đầu tiên, cô đã được thuê làm Kỹ sư Dự án, bởi Arcus Gibb Engineering (ngày nay là GIBB Engineering), một công ty tư vấn kỹ thuật có trụ sở tại Cape Town. Trong FIFA World Cup 2010, cô được thuê làm Điều phối viên vận tải VIP & Media để lập kế hoạch, lên lịch và vận hành cho tất cả các phương tiện giao thông mặt đất cho VIP, giới truyền thông và các quan chức trận đấu trong các hoạt động của FIFA World Cup 2010 tại Cape Town.
Năm 2009, cô được chỉ định là Global Leadership Fellow của Mạng lưới hành động trẻ, một tổ chức phi lợi nhuận có trụ sở tại Vương quốc Anh. Cô làm ở đó trong mười bốn tháng cho đến tháng 11 năm 2010. Trong khoảng thời gian hơn hai năm, từ tháng 5 năm 2011 đến tháng 7 năm 2013, cô làm Giám đốc tham gia tại Chiến lược & Phát triển của Pegasys, một nhóm tư vấn tập trung vào tác động của sự phát triển ở các nền kinh tế mới nổi. Cô phục vụ ở đó như một nhà tư vấn về biến đổi khí hậu quy mô lớn và các dự án giao thông công cộng.

## Những vị trí khác
Vào tháng 12 năm 2014, Naadiya Moosajee được vinh danh là "20 phụ nữ quyền lực trẻ nhất châu Phi 2014", bởi Tạp chí Forbes 